# Cyrtodactylus surin
Cyrtodactylus surin là một loài thằn lằn trong họ Gekkonidae. Loài này được Chan-Ard & Makchai mô tả khoa học đầu tiên năm 2011.